# Mysophobie

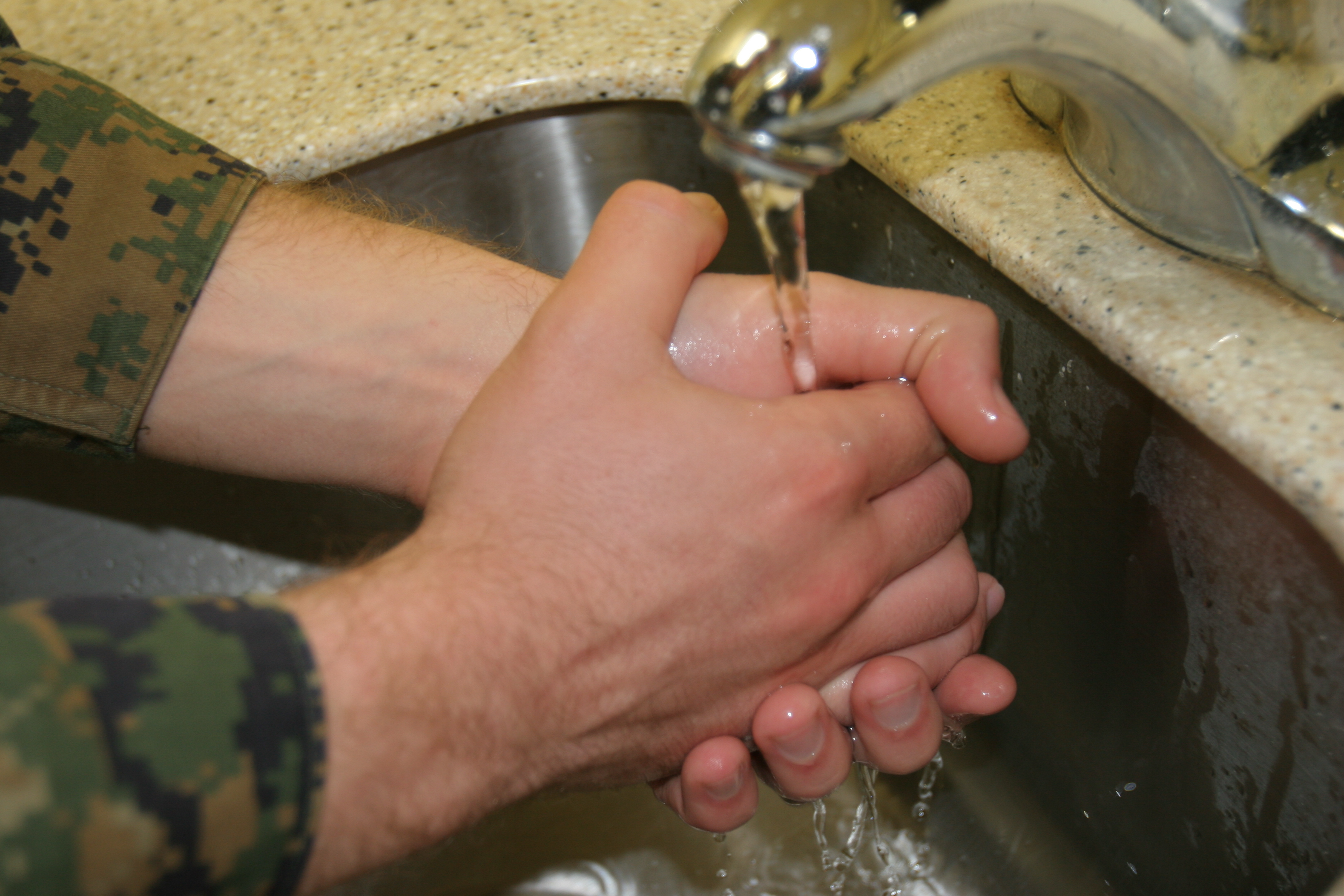
La mysophobie est la peur irrationnelle d'être en contact avec des microbes. Cette condition peut entrainée des actifs compulsifs, rituels et vérifications, comme le lavage répété des mains.

La mysophobie (du grec ancien : μύσος / músos « crime, souillure, impureté » et φόβος / phóbos « peur, phobie ») est une peur maladive et irrationnelle d'être en contact avec la saleté ou d'être contaminé par des microbes, des bactéries et des parasites. On parle aussi de germophobie ou germaphobie, peur des germes.
Elle se manifeste par une réaction obsessionnelle qui se traduit par le besoin de se laver les mains (se désinfecter en général) par crainte d’être touché d’une quelconque maladie infectieuse (exemple avec le Covid-19 récemment). La mysophobie affecte la personne par de l’anxiété au quotidien.
Elle est diagnostiquée comme étant un TOC (trouble obsessionnel compulsif) figurant dans le DSM IV (Diagnostic and Statistical Manual of Mental Disorders) pour son caractère phobique.

## Historique
Le terme de mysophobie a été utilisé pour la première fois par William A. Hammond en 1879 pour décrire plusieurs de ses patients souffrant d’un trouble obsessionnel compulsif qui les conduisait à se laver les mains de façon compulsive. En particulier, William A. Hammond présente le cas d’une patiente indiquant avoir développé ce trouble après avoir lu un article relatif à un homme qui aurait contracté la variole après avoir manipulé des billets de banque qui auraient précédemment dans la possession d’une personne malade.
Le terme de mysophobie apparaît à nouveau quelques années plus tard dans un texte de Sigmund Freud de 1895 « Obsessions et phobies, leur mécanisme psychique et leur étiologie ». Sigmund Freud l’utilise pour décrire une femme « qui se lavait les mains cent fois par jour et ne touchait les loquets des portes que du coude »

## Symptomatologie[4]
Plusieurs signes peuvent être pris en compte. Il y a les symptômes communs à d’autres phobies tels que de l’anxiété, des attaques de panique, des tremblements, des palpitations cardiaques, des pleurs, de la transpiration, un évitement conscient, … face à la situation ou à l’objet de la phobie.
Des tensions, des attitudes de surcompensation, d’appréhension, des comportements contraphobiques ou de défis vont faire place à de l’anticipation anxieuse. Un isolement du sujet peut apparaître. L’évitement des situations entraîne des répercussions physiques, sociales, financières et médicales importantes comme la dépression.
La mysophobie est étroitement liée à la nosophobie et selon l’intensité de la mysophobie, il y aura des signes alarmants comme le lavage des mains répétitifs, plusieurs douches sur la journée, pas de partage de nourriture, ni des toilettes publiques, … Le refus de partager des effets personnels est très présent.
Voici un résumé de la symptomatologie de l’état obsessionnel :
- Obsessions idéatives phobiques impulsives.
- Compulsions (actes contraints à exécuter).
- Rituels et vérifications. Ceux-ci contrôlent l’emprise des obsessions ou des compulsions de valeur réparatrice ayant parfois un impact sur l’entourage.

## Traitement/Prise en charge[5]
La mysophobie peut être associée à des TOC pour la plupart des cas. C’est pourquoi, afin que les troubles ne s’aggravent pas, il est important d’être suivi pluridisciplinairement.
Différentes prises en charge peuvent s’effectuer en fonction du degré d’atteinte:
- L’approche cognitivo - comportementalisme

Le meilleur traitement est la combinaison de différentes thérapies :
- - La thérapie comportementale : Cette thérapie permet de comprendre le problème plus que de traiter la phobie. Nous allons donc nous pencher sur la thérapie comportementale spécifique. Cette dernière vise à confronter délibérément et volontairement à l’idée redoutée. En parallèle, le patient est encouragé à ne pas reproduire ses rituels. Par la suite, la progression s’effectue par étape. Ici, l’un des rituels envahissants est le fait de se laver les mains. La procédure sera de toucher un objet sale et de ne pas se laver les mains pendant plusieurs heures. L’anxiété provoquée va diminuer progressivement. Étape par étape, guidé par la capacité du patient à supporter l’anxiété et à contrôler le rituel. Le but est de diminuer l’anxiété due aux pensées obsédantes et à pouvoir résister aux pulsions compulsives. Pour que cela fonctionne, il faut que le patient soit volontaire, motivé, déterminé et positif! La relation avec le thérapeute joue un rôle considérable. Une fois le traitement terminé, les effets positifs sont toujours présents.

- - Thérapie cognitive : le but est d’améliorer les symptômes et d’aider le patient à apprendre des méthodes pour faire face aux difficultés. La thérapie s’axe sur les problèmes psycho-internes et situationnels. Le nombre de séances dépendra de l’ancienneté du trouble. Lors des consultations, le thérapeute explique la démarche pour diminuer l’anxiété. Il est directif et didactique au cours des entretiens afin de faciliter la définition et la résolution du problème par des questions inductives. Au fur et à mesure, le patient est exposé à des situations anxiogènes. Le thérapeute travaille également à la prévention de réponse afin de montrer que ritualiser n'entraîne aucune conséquence mais augmente l’angoisse que le patient doit apprendre à gérer. La thérapie cognitive aide la thérapie comportementale en préparant le terrain.

La combinaison de ces deux thérapies permet de se libérer doucement de la mysophobie. L’objectif est de mieux gérer le passé, l’environnement matériel et social, les projets, les anticipations, … du patient par des variables psychologiques (respiration…) et par des processus cognitifs (identifier et négocier le schéma de la pensée dysfonctionnelle). Ce travail permettra l’apprentissage de nouveaux modes d’action (cognitifs, physiologiques et affectifs liés à la mysophobie). Différentes méthodes seront utilisées telles que la sophrologie, la visualisation mentale…
- La psychothérapie

La psychothérapie humaniste (analyse transactionnelle par exemple) stimule au niveau des pulsions. Le thérapeute agit progressivement pour ensuite lever les barrières de défenses obsessionnelles contenant un noyau psychotique. Le patient sera exposé peu à peu au stimuli habituel et à une dissuasion de compulser.
- La pharmacologie

Toute médicamentation qui affecte le système neurotransmetteur et les antidépresseurs sérotoninergiques réduisent fortement les symptômes. Ils permettent de réduire la fréquence et la gravité des obsessions.Un arrêt du traitement entraîne une rechute. Ce type de traitement est dans la majorité des cas à prendre indéfiniment mais avec une posologie plus faible.
Ce traitement consiste à de la chimiothérapie et s’effectue sous la prise d'antidépresseurs basiques comme la Clomipramine et par des antidépresseurs de seconde génération tels que les sérotoninergiques.
- L’hospitalisation

L’hospitalisation est nécessaire si un constat d'aggravation des symptômes (par exemple, passer une demi-journée à faire sa toilette) ou une régression avec des pensées suicidaires.
- Stimulation cérébrale profonde

Pour les cas sévères et résistants, cette technique consiste à placer des électrodes au niveau du cerveau. Ces électrodes sont reliées à un boîtier situé sous la peau. Ce système envoie un courant électrique de faible intensité. Cela va provoquer différentes actions au niveau de la perception. Les sites stimulés varient cependant suivant l’indicateur.

## Crise sanitaire du Covid-19
Les germes du Covid-19 se transmettent facilement et chacun souhaite se protéger comme il le peut, au moyen d’un masque et en se lavant les mains. Le fait de se laver fréquemment les mains avec de l’eau et du savon fait partie des mesures les plus économiques, les plus faciles et les plus importantes pour prévenir la propagation du virus. Toutefois, quand on est sujet à la mysophobie , la pandémie du coronavirus est plus difficile à vivre.
Au moment du déconfinement, a été observé ce qui a été appelé le Syndrome de la cabane ou d’un phénomène, semblable aux Hikikomori, qui implique un enfermement et un isolement, ou syndrome de l’escargot, poussant les personnes à ne pas changer leurs habitudes, notamment de peur d’être confronté à une contamination, et qui bien que vaccinées, restait encore possible.
Il est évident que la pandémie a fait émerger des comportements pathologiques, et a notamment trouvé un terrain favorable chez les personnes déjà atteintes de mysophobie. Certains témoignages peuvent l’attester : TOCs de propreté et Covid-19 : « Ça exacerbe quelque chose qui était déjà présent ».
Il a également été remarqué que les ventes de savons ont explosé, du moins dans un premier temps,.
Cette peur de la contamination en général a poussé des personnes atteintes de cette pathologie à se laver les mains de façon obsessionnelle, parfois pendant des heures mais non pas pour réduire le risque de contamination à cause de mains sales, mais bien pour se réconforter, en suivant un rituel précis, face à une peur irrationnelle, qui elle a trouvé son impulsion dans l’épidémie.
Cependant, quant à la question de savoir si la pandémie a augmenté le nombre de cas de mysophobie, les psychologues semblent s’accorder sur le fait que le coronavirus n’a fait que mettre en valeur des comportements qui peuvent engager une pathologie dans le cas de personnalités prédisposées : un TOC ne se déclare pas du jour au lendemain. Il s’agit d’une action qui devient rituel, dans le but unique de trouver une réponse à une peur.